# Equipe quirguiz na Copa Davis
A equipe quirguiz na Copa Davis representa o Quirguistão na Copa Davis, principal competição de tênis masculina por equipes do mundo. É administrada pela Kyrgyzstan Tennis Federation.